# Quiers-sur-Bézonde
Quiers-sur-Bézonde är en kommun i departementet Loiret i regionen Centre-Val de Loire strax norr Frankrikes mitt. Kommunen ligger i kantonen Bellegarde som tillhör arrondissementet Montargis. År 2022 hade Quiers-sur-Bézonde 1 165 invånare.

## Befolkningsutveckling
Antalet invånare i kommunen Quiers-sur-Bézonde
| Referens: INSEE |